# Купкуй
Купкуй (рум. Cupcui) — село в Леовському районі Молдови. Утворює окрему комуну.